# Nhóm ngôn ngữ Miến-Khương
Nhóm ngôn ngữ Miến-Khương, còn được gọi là nhóm ngôn ngữ Tạng-Miến Đông, là một nhóm chính trong ngữ tộc Tạng-Miến, nhóm chính còn lại là nhóm ngôn ngữ Tạng-Kanaur. Nhóm ngôn ngữ này được nói ở phía tây nam Trung Quốc và Myanmar, bao gồm hai nhóm con là Lô Lô-Miến và Khương (bao gồm tiếng Tangut).